# Ван Синь
Ван Синь (кит. упр. 王鑫, пиньинь Wáng Xīn, род. 11 августа 1992 года) — китайская прыгунья в воду, чемпионка мира, Олимпийских и Азиатских игр.

## Биография
Родилась в 1992 году в Ухане (провинции Хубэй); при рождении получила имя Жосюэ́ (кит. упр. 若雪, пиньинь Ruòxuě), но впоследствии сменила его на Синь. В 2006 году стала чемпионкой Азиатских игр. В 2007 году стала чемпионкой мира. В 2008 году приняла участие в Олимпийских играх в Пекине, где завоевала золотую медаль в синхронных прыжках с вышки (в паре с Чэнь Жолинь) и бронзовую — в индивидуальных прыжках с вышки. В 2009 году вновь стала обладательницей золотой медали чемпионата мира.